# Флаг Стерлитамакского района
Флаг муниципального образования Стерлитама́кский район Республики Башкортостан Российской Федерации — опознавательно-правовой знак, служащий официальным символом муниципального образования.
Флаг утверждён 10 июля 2006 года и внесён в Государственный геральдический регистр Российской Федерации с присвоением регистрационного номера 3015.

## Описание
«Прямоугольное полотнище с соотношением ширины к длине 2:3, состоящее из трёх горизонтальных полос: верхней зелёного цвета шириной 4/5 ширины полотнища, средней белого цвета шириной 1/10 ширины полотнища и нижней голубого цвета; в крыже семь хлебных колосьев жёлтого цвета, сложенных веерообразно».

## Обоснование символики
Богата история Стерлитамакского района, берущая своё начало из глубины веков от печенежско-башкирских родоплеменных группировок. В середине XIII века на этих территориях сформировались башкирские роды, один из них Юрматы, потомки которых и ныне проживают в районе. Наши предки выращивали рожь и овёс, ячмень и просо, пасли на пастбищах многочисленные табуны лошадей и крупного рогатого скота.
Поэтому основной фон флага — зелёный, символизирующий жизнь, плодородие, благополучие, изобилие.
В центре зелёного поля изображены семь золотых колосьев, расположенных веером. Колосья направлены вверх и напоминают лучи солнца. Это означает, что район издавна является главной житницей республики по выращиванию зерна, живёт полнокровной жизнью и динамично развивается. Семь золотых колосьев, как и семь лепестков курая, означают семь родов, положивших начало единению народов, проживающих на территории республики.
Серебряная (белая) полоса олицетворяет полноводные реки, протекающие по территории района и дающие жизнь, силу золотым колосьям.
Белый цвет (серебро) — символ искренности, благородства, чистоты, веры, мира, а также серебро и белый цвет широко применяются у башкир рода Юрматы.
Жёлтый цвет (золото) — символ высшей ценности, богатства, величия, постоянства, прочности, силы, великодушия.
Лазоревая (голубая) полоса — символ чести, преданности, целеустремлённости, искренности и добродетели.